# Spheginobaccha chillcotti
Spheginobaccha chillcotti är en tvåvingeart som beskrevs av Thompson 1974. Spheginobaccha chillcotti ingår i släktet Spheginobaccha och familjen blomflugor.
Artens utbredningsområde är Nepal. Inga underarter finns listade i Catalogue of Life.